# Halimah Yacob
Halimah Binti Yacob (Ký âm Jawi: حليمه بنت ياچوب; sinh ngày 23 tháng 8 năm 1954) là một chính trị gia người Singapore và là nữ tổng thống đầu tiên của Singapore. Trước đây bà là thành viên của Đảng Hành động Nhân dân (PAP). Từ tháng 1 năm 2013 đến tháng 8 năm 2017, bà từng đảm nhận cương vị là Chủ tịch Quốc hội thứ 9 của Singapore. Bà là thành viên Quốc hội (MP) đại diện cho Đại diện Tập đoàn Jurong từ năm 2001 đến năm 2015 và Marsiling-Yew Tee Group đại diện cử tri giữa năm 2015 và năm 2017. Vào ngày 7 tháng 8 năm 2017, bà đã từ chức Chủ tịch và Nghị sĩ của mình trong PAP, để tham gia làm ứng cử viên cho cuộc bầu cử tổng thống vào năm 2017 tại Singapore.
Theo Hiến pháp sửa đổi có hiệu lực từ tháng 6/2017, những ứng viên tổng thống đến từ khu vực tư nhân phải chứng minh được là đang điều hành một công ty với số cổ phần nắm giữ có giá trị tối thiểu là 500 triệu đôla Singapore (khoảng 368 triệu USD (năm 2017)). Do không đáp ứng được điều kiện này, hai ứng cử viên là doanh nhân Mohamed Salleh Marican và cựu Chủ tịch Bourbon Offshore Asia Pacific Farid Khan đều bị loại. Vào ngày 14 tháng 9 năm 2017, Yacob được tuyên bố là tổng thống thứ 8 của Singapore thông qua một cuộc bỏ phiếu, vì không có ứng viên tổng thống nào khác được cấp giấy chứng nhận đủ tư cách. Với những tranh cãi xung quanh cuộc bầu cử tổng thống của Singapore vào năm 2017, theo Tiến sĩ Tan Cheng Bock thì "bà Halimah binti Yacob là một tổng thống gây tranh cãi nhất trong lịch sử Singapore".